# Kiribati na Letnich Igrzyskach Olimpijskich 2024
Kiribati na Letnich Igrzyskach Olimpijskich 2024 – występ kadry sportowców reprezentujących Kiribati na igrzyskach olimpijskich, które odbyły się w Paryżu we Francji, w dniach 26 lipca – 11 sierpnia 2024.
Reprezentacja Kiribati liczyła troje zawodników - kobietę i dwóch mężczyzn, którzy wystąpili w 3 dyscyplinach.
Był to szósty start Kiribati na letnich igrzyskach olimpijskich.

## Reprezentanci

### Judo
| Zawodnik    | Konkurencja | 1/16             | 1/8              | Ćwierćfinał      | Półfinał         | Repasaże         | Finał / 3. miejsce | Finał / 3. miejsce | Źródła      |
| Zawodnik    | Konkurencja | Przeciwnik Wynik | Przeciwnik Wynik | Przeciwnik Wynik | Przeciwnik Wynik | Przeciwnik Wynik | Przeciwnik Wynik   | Pozycja            | Źródła      |
| ----------- | ----------- | ---------------- | ---------------- | ---------------- | ---------------- | ---------------- | ------------------ | ------------------ | ----------- |
| Nera Tiebwa | -57 kg (k)  | Biłodid P 00-10  | NQ               | NQ               | NQ               | NQ               | NQ                 | NQ                 | [ 1 ] [ 2 ] |

### Lekkoatletyka
| Zawodnik       | Konkurencja       | Runda 1  | Runda 1 | Runda 2  | Runda 2 | Półfinał | Półfinał | Finał    | Finał   | Pozycja | Źródło |
| Zawodnik       | Konkurencja       | Rezultat | Pozycja | Rezultat | Pozycja | Rezultat | Pozycja  | Rezultat | Pozycja | Pozycja | Źródło |
| -------------- | ----------------- | -------- | ------- | -------- | ------- | -------- | -------- | -------- | ------- | ------- | ------ |
| Kenaz Kaniwete | bieg na 100 m (m) | 11.29    | 36.     | NQ       | NQ      | NQ       | NQ       | NQ       | NQ      | 36.     | [ 3 ]  |

### Podnoszenie ciężarów
| Zawodnik       | Konkurencja | Rwanie | Rwanie  | Podrzut | Podrzut | Razem  | Pozycja | Źródło |
| Zawodnik       | Konkurencja | Wynik  | Pozycja | Wynik   | Pozycja | Razem  | Pozycja | Źródło |
| -------------- | ----------- | ------ | ------- | ------- | ------- | ------ | ------- | ------ |
| Kaimauri Erati | -61 kg (m)  | 100 kg | 8       | 120 kg  | 7       | 220 kg | 7.      | [ 4 ]  |